# Diamesa dashauhari
Diamesa dashauhari är en tvåvingeart som beskrevs av Singh och Jai Kisahn Maheshwari 1989. Diamesa dashauhari ingår i släktet Diamesa och familjen fjädermyggor.
Artens utbredningsområde är Himachal Pradesh. Inga underarter finns listade i Catalogue of Life.